# Харлеюв
Харлеюв (пол. Charlejów) — село в Польщі, у гміні Серокомля Луківського повіту Люблінського воєводства.
Населення — 527 осіб (2011).
У 1975-1998 роках село належало до Седлецького воєводства.

## Демографія
Демографічна структура станом на 31 березня 2011 року:
|          | Загалом | Допрацездатний вік | Працездатний вік | Постпрацездатний вік |
| -------- | ------- | ------------------ | ---------------- | -------------------- |
| Чоловіки | 256     | 51                 | 168              | 37                   |
| Жінки    | 271     | 49                 | 143              | 79                   |
| Разом    | 527     | 100                | 311              | 116                  |